# Lijst van bruggen in Leeuwarden (stad)
Een lijst van bruggen in de stad Leeuwarden.
| Brug                                                           | Overspant                          | Weg                                                   | Jaar | Type        | Materiaal      | Status                | Afbeelding |
| -------------------------------------------------------------- | ---------------------------------- | ----------------------------------------------------- | ---- | ----------- | -------------- | --------------------- | ---------- |
| 1e Kanaalsbrug                                                 | Nieuwe Kanaal/ Zuiderstadsgracht   | Zuiderstadsgracht/Oostergrachtswal/ Emmakade          | 1895 | draaibrug   | ijzer/staal    | RM 519866             |            |
| 2e Kanaalsbrug                                                 | Nieuwe Kanaal                      | Franklinstraat/ Julianastraat/ Emmakade               | 1966 | basculebrug | staal/beton    |                       |            |
| Amelandspijp                                                   | Gracht Tuinen                      | Tuinen/ Voorstreek                                    | 1932 | pijp        |                |                       |            |
| Arendsbrug                                                     | Hoekstergracht                     | Hoeksterend                                           | 1938 | plaatbrug   | baksteen/beton |                       |            |
| Oude Stadsbegraafplaats (Algemene begraafplaats). Toegangsbrug |                                    | Spanjaardlaan 76                                      | 1832 |             |                | RM 507430             |            |
| Joodse begraafplaats. Toegangsbrug                             |                                    | Spanjaardlaan 76                                      | 1930 |             |                | RM 507436             |            |
| Blokhuispoortbrug                                              | Zuiderstadsgracht                  | Blokhuisplein                                         | 2006 | ophaalbrug  | staal/beton    |                       |            |
| De Brol                                                        |                                    | Kelders                                               | 1980 | pijp        |                |                       |            |
| Dubbele Pijp                                                   |                                    | Voorstreek/ Nieuweburen                               |      | pijp        |                |                       |            |
| Duco Martenapijp                                               | Gracht Nieuwestad                  | Nieuwestad/ Kleine Kerkstraat                         | 1983 | pijp        |                |                       |            |
| Eebrug                                                         | Dokkumer Ee                        | Dammelaan                                             | 1965 | basculebrug |                |                       |            |
| Greunsbrug                                                     | Wijde Greuns                       | Aldlânsdyk/ Planetenlaan                              |      | basculebrug | ijzer/staal    |                       |            |
| Greunsspoorbrug                                                | Wijde Greuns                       |                                                       | 1952 |             |                |                       |            |
| Herenwaltje voetbrug                                           | Gracht Nieuwestad                  | Herenwaltje/Waagplein                                 |      | liggerbrug  | staal          |                       |            |
| Hermesbrug                                                     | Harlingervaart                     | Heliconweg                                            | 1961 | ophaalbrug  | staal/beton    |                       |            |
| Hoeksterpadbrug                                                | Oosterstadsgracht                  | Hoeksterpad/Hoeksterend                               | 1983 | ophaalbrug  | hout           |                       |            |
| Hoeksterpijp                                                   |                                    | Hoeksterpad/Hoeksterend                               | 1941 | pijp        | baksteen       |                       |            |
| Hoeksterpoortsbrug                                             | Hoekstergracht                     | Hoeksterend                                           | 1938 | plaatbrug   | baksteen/beton |                       |            |
| Huizumerbrug                                                   | Zuiderstadsgracht/Weaze            | Nieuweweg                                             | 1927 | plaatbrug   | beton          |                       |            |
| Huizumerlaanbrug                                               | Wirdumervaart                      | Huizumerlaan/ Huizum-Dorp                             |      | basculebrug | ijzer/staal    |                       |            |
| Korfmakerspijp                                                 | Gracht Kelders                     | Korfmakersstraat/ Minnemastraat / Kelders/ Voorstreek | 1953 | pijp        | baksteen       |                       |            |
| Lange Pijp                                                     | Gracht Nieuwestad                  | Nieuwestad                                            | 1985 | pijp        | baksteen       |                       |            |
| Nieuwepijp                                                     | Gracht Nieuwestad                  | Nieuwestad, Oude Doelesteeg / Nieuwesteeg             | 1985 | pijp        | baksteen       |                       |            |
| Noorderbrug                                                    | Noorderstadsgracht                 | Noorderweg/ Spanjaardslaan                            | 1937 | basculebrug |                | Gemeentelijk monument |            |
| Oosterbrug                                                     | Oosterstadsgracht                  | Oosterkade/ Wijbrand de Geeststraat                   | 1925 | basculebrug | ijzer/staal    | RM 516447             |            |
| Paardenpijp                                                    | Weazegracht                        | Peperstraat/Oude Oosterstraat                         | 1932 | pijp        | baksteen       |                       |            |
| Prins Hendrikbrug                                              | Zuiderstadsgracht                  | Prins Hendrikstraat/ Willemskade/ Sophialaan          | 1970 | plaatbrug   | beton          |                       |            |
| Pylkwiersterbrêge                                              | Nauwe Greuns                       | Foudering                                             | 2000 |             |                |                       |            |
| Schaverneksbrug                                                | Schavernek                         | Ruiterskwartier/ Klein Schavernek                     |      | pijp        | baksteen       |                       |            |
| Sint-Jozefbrug                                                 | Noorderstadsgracht                 | Eebuurt                                               | 1983 | ophaalbrug  | hardhout       |                       |            |
| Slauerhoffbrug                                                 | Harlingervaart                     | Slauerhoffweg                                         | 2000 | basculebrug | staal/beton    |                       |            |
| Tontjepijp                                                     | Nauwgracht                         | Sint Jacobstraat/ Waagplein                           | 1953 | pijp        | baksteen       |                       |            |
| Tuinsterbrug                                                   | Gracht Tuinen/ Oosterstadsgracht   | Oosterkade/ Nieuwekade/ Tuinen                        | 1938 | pijp        | baksteen       |                       |            |
| Van Harinxmabrug                                               | Van Harinxmakanaal                 | Overijsselselaan                                      | 1951 | basculebrug | ijzer/staal    |                       |            |
| Verlaatsbrug                                                   | Harlingervaart                     | Tesselschadestraat/ Langemarktstraat                  | 1964 | basculebrug | staal/beton    |                       |            |
| Verversbrug                                                    | Hoekstergracht/ Noorderstadsgracht | Hoekstersingel/ Arendstuin                            | 1932 | draaibrug   | ijzer          |                       |            |
| Vischmarktpijp                                                 | Gracht Voorstreek                  | Wortelhaven/ Koningsstraat/ Voorstreek                | 1983 | pijp        | baksteen       |                       |            |
| Vlietsterbrug                                                  | Oosterstadsgracht                  | Noordvliet/ Oosterkade                                | 1938 | ophaalbrug  | ijzer/staal    |                       |            |
| Vrouwenpoortsbrug                                              | Stadsgracht                        | Harlingersingel/Westerplantage                        | 1934 | basculebrug | ijzer/staal    | RM 516451             |            |
| Westerpijp-Adje Lammertspijp                                   | Gracht Nieuwestad                  | Nieuwestad/ Torenstraat                               | 1932 | pijp        | baksteen       |                       |            |
| Wirdumerpoortsbrug                                             | Zuiderstadsgracht                  | Wirdumerdijk/Zuiderplein                              | 1940 | basculebrug | staal/beton    | RM 516449             |            |

## Voormalige bruggen
| Brug                       | Jaar bouw | Jaar sloop | Overspant                         | Weg                                                 | Type        | Materiaal   | Afbeelding |
| -------------------------- | --------- | ---------- | --------------------------------- | --------------------------------------------------- | ----------- | ----------- | ---------- |
| Boomsbrug                  | 1939      | 1971       | Vliet (gedempt in 1969-71)        | Oostergrachtswal/ Oostersingel                      | basculebrug | ijzer/staal |            |
| Doksbrug, in 1965 Noodbrug |           |            | Spoorhaven, in 1965 Nieuwe Kanaal | Snekertrekweg, in 1965 Alma Tademastraat/ Emmaplein | ophaalbrug  |             |            |
| Drachtsterbrug             | 1971      | 2017       | Van Harinxmakanaal                | Drachtsterweg                                       | basculebrug | ijzer/staal |            |
| Zwettebrug                 | 1951      | 2016-17    | Van Harinxmakanaal                | Newtonweg                                           | basculebrug | ijzer/staal |            |
| Spoorbrug                  | 1907      | 2008       | Harlingervaart                    | Snekertrekweg, Harlingertrekweg                     | draaibrug   | ijzer/staal |            |